# Droga A158 (Rosja)
Droga A158 – droga znaczenia federalnego na terenie Rosji. Prowadzi z miasta Prochładnyj do osiedla Elbrus, będącego kurortem narciarskim. Ma długość 149 km.
W okolicach Baksanu (ok. połowy trasy) droga krzyżuje się z drogą R217.